# Neu Ulm Challenger 1990
Il Neu Ulm Challenger 1990 è stato un torneo di tennis facente parte della categoria ATP Challenger Series nell'ambito dell'ATP Challenger Series 1990. Il montepremi del torneo era di $50 000 ed esso si è svolto nella settimana tra il 9 luglio e il 15 luglio 1990 su campi in terra rossa. Il torneo si è giocato a Nuova Ulma in Germania.

## Vincitori

### Singolare
Dmitrij Poljakov ha sconfitto in finale  Bart Wuyts con il punteggio di 3–6, 7–5, 6–3.

### Doppio
Massimo Cierro /  Simone Colombo hanno sconfitto in finale  George Cosac /  Vojtěch Flégl con il punteggio di 0–6, 6–2, 6–1.